# بربند
بربند قرية سوريّة تتبع إداريّاً لمحافظة حلب منطقة عفرين ناحية راجو، بلغ تعداد سكانها 234 نسمة حسب التعداد السكاني لعام 2004.